# Louisiana Blues
Der Louisiana Blues ist ein Blues-Stil, der anfangs dem Chicago Blues ähnelte. Er zeichnet sich durch langsame Rhythmen und eine entspannte Spielweise aus, die ein dichtes, dunkles Klangbild ergeben. Aus diesem Stil hat sich rund um Baton Rouge der Swamp Blues entwickelt, in dem diese Elemente noch stärker zu Tage treten. In der arkadischen Region entstanden daraus Cajun Blues und Zydeco.

## Typische Vertreter
- Nathan Abshire
- Marcia Ball
- Guitar Junior
- Slim Harpo
- Lightnin’ Slim
- Lonesome Sundown
- Raful Neal
- Rockin’ Tabby Thomas
- Leroy Washington
- Katie Webster
- Larry Garner
- Louisiana Red